# Парадокс неожиданной казни
Парадокс неожиданной казни (англ. Unexpected hanging paradox) — логический парадокс, также известный как парадокс узника, а в других формулировках как парадокс неожиданной тревоги и парадокс с яйцом-сюрпризом. Впервые сформулирован и опубликован в июле 1948 года философом Эксетерского университета Д. Дж. О’Коннором. В формулировке О’Коннора фигурировал офицер, объявляющий своим подчинённым, что «на следующей неделе должна состояться тревога, о которой никто не должен знать заранее вплоть до 18:00 того дня, на который она назначена».
В первую очередь, парадоксальность высказывания заключается в том, что путём непротиворечивых логических размышлений можно прийти к выводу, что описанная таким способом «неожиданная тревога» не может состояться — либо она на самом деле не будет неожиданной, либо она должна состояться не на следующей неделе, а каждый из этих выводов противоречит исходному высказыванию.
Гораздо больший парадокс заключается в том, что, несмотря на полученный логический вывод, тревога всё-таки может состояться в назначенную неделю и действительно окажется неожиданной, тем самым на деле не будет противоречить исходному высказыванию. Это явно продемонстрировано в задаче о неожиданной казни.

## Формулировка задачи о неожиданной казни
Однажды в воскресенье начальник тюрьмы вызвал преступника, приговорённого к казни, и сообщил ему:
- Вас казнят на следующей неделе в полдень.
- День казни станет для вас сюрпризом, вы узнаете о нём, только когда палач в полдень войдёт к вам в камеру.

Начальник тюрьмы был честнейшим человеком и никогда не врал.
Заключённый подумал над его словами и улыбнулся: «В воскресенье меня казнить не могут! Ведь тогда уже в субботу вечером я буду знать об этом. А, по словам начальника, я не буду знать день своей казни. Следовательно, последний возможный день моей казни — суббота. Но если меня не казнят в пятницу, то я буду заранее знать, что меня казнят в субботу, значит, и её можно исключить».
Последовательно исключив пятницу, четверг, среду, вторник и понедельник, преступник пришёл к выводу, что начальник не сможет его казнить, выполнив все свои слова.
На следующей неделе палач постучал в его дверь в полдень в среду — это было для него полной неожиданностью. Всё, что начальник тюрьмы сказал, осуществилось. Где недостаток в рассуждении заключённого?

## Решение Мартина Гарднера
Разрешению этого парадокса посвящено много научных статей.
Американский популяризатор математики Мартин Гарднер, описывая вариант парадокса, утверждает, что ошибка содержится уже в первом шаге рассуждений. Предположим, что осталась последняя альтернатива. Узник не может сделать логически безупречный вывод, казнят ли его завтра, поскольку в любом случае это бы приводило к противоречию двух условий. Поэтому для него завтрашнее событие будет неожиданностью.
Тот факт, что рассуждения заключённого не содержат в себе ошибки, но сделанный им вывод оказался неверным, говорит о том, что причина ошибки кроется в неполном рассмотрении ситуации заключённым, то есть заключённый упустил из внимания какие-то детали. И действительно, для того чтобы не быть неожиданно казнённым в понедельник, заключённый должен быть уверен, что его казнят в понедельник, а он убедил себя в том, что вообще не будет казнён. Поняв, что именно его убеждённость делает казнь неожиданной, он потеряет эту невыгодную ему убеждённость. И возможно, даже поймёт, что он должен быть каждый день уверен в том, что его действительно казнят завтра. И тогда, когда наступит день казни, казнь станет для него полностью ожидаемой и возможно по этой причине её отменят.
Это приводит к упрощённой формулировке парадокса, имеющей название «яйцо-сюрприз».

## Яйцо-сюрприз
Чтобы разобраться в этом парадоксе, имеет смысл рассмотреть его более простую форму, где число дней уменьшено до одного. В этой версии начальник тюрьмы сообщает, что:
1. Вы будете казнены в полдень на следующей неделе в пятницу;
2. Это будет неожиданностью для вас.

Заключённый восклицает, что оба условия не могут быть выполнены, так как казнь не может быть неожиданной, если уже сообщено, что она произойдёт в пятницу, и полагает, что казнь не состоится.
В следующую пятницу заключённого казнят. Это становится неожиданностью для него, так как он убедил себя, что казнить его не смогут. Что было неправильно в его рассуждениях? Или, возможно, условие «это будет неожиданностью для вас» ложно. Если заключённый настолько уверен в нём, что до последних секунд своей жизни считает, что казнь будет остановлена, чтобы выполнить условие начальника.
Любопытный вывод заключается в том, что сам заключённый не сможет прийти к выводу, что приговор будет исполнен. К такому выводу может прийти только тот, кто располагает дополнительной информацией о том, что заключённого действительно казнят в указанный день.
Эквивалентной формулировкой будет следующая. Пусть некто мистер Смит даёт коробку и говорит: «Откройте её, и вы неожиданно обнаружите внутри яйцо». Можно ли, рассуждая логически, прийти к какому-нибудь заключению относительно того, находится ли внутри коробки яйцо, или его там нет? Если Смит говорит правду, то внутри должно быть яйцо, но тогда это не будет сюрпризом. Поэтому утверждение Смита ложно. Если это убедит адресата, что из этого следует отсутствие яйца (чего, конечно, не может следовать из этой посылки), то, открыв коробку и обнаружив там яйцо, адресат действительно испытает удивление и неожиданность. Таким образом, утверждение Смита окажется истинным.
Аналогично можно заключить, что хотя Смит и сдержит слово, но адресату об этом неизвестно. Следовательно, адресат не может сделать логический вывод из слов Смита, и они просто не несут информации.
Парадокс о яйце является парадоксом только при условии, что собеседник Смита является мыслящим существом и способен делать логические выводы, а также способен иметь ожидания. В противном случае противоречие перестает существовать.

## Логический анализ
Авторы книги "Ловкость ума", посвященной анализу известных парадоксов и противоречивых суждений, проводят аналогию с первой теоремой Гёделя. По одной из интерпретаций в задаче предполагается, что некоторое утверждение истинно, но недоказуемо, что на первый взгляд может показаться контринтуитивным.